# Almiasowo
Almiasowo (ros. Альмясово) – wieś (sieło) w Rosji, w Baszkortostanie, w rejonie kugarczińskim. W 2010 liczyła 301 mieszkańców.